# Hjuvik
Hjuvik ist ein Ort in der schwedischen Provinz Västra Götalands län und der historischen Provinz Bohuslän.
Der Hafenort in der Gemeinde Göteborg liegt auf der Insel Hisingen etwa 15 Kilometer westlich des Stadtzentrums von Göteborg. Vom Hafen Lilla Varholmen auf der gleichnamigen vorgelagerten Insel am Westrand von Hjuvik fahren die Autofähren zu den Inseln Björkö, Grötö, Hönö und Öckerö im Nördlichen Göteborger Schärengarten, der die Gemeinde Öckerö bildet.
Vor 2015 war Hjuvik eigenständiger Tätort mit zuletzt (2010) 3928 Einwohnern; seither ist es Teil des neu ausgewiesenen Tätorts Björlanda och Torslanda, der den gesamten westlichen Teil der Insel Hisingen umfasst.
Hjuvik besteht hauptsächlich aus Villen, und das Gebiet gilt aufgrund seiner landschaftlich reizvollen Lage als exklusiv. Von den Hügelkuppen hat man einen Blick auf die Nordsee. Der Fährterminal zu den Öckerö-Inseln, der auf Lilla Varholmen liegt, ist über einen Damm/Straße mit Hjuvik verbunden. Die östlichen Teile von Hjuvik werden von einem ehemaligen Militärgelände dominiert, das jetzt der Bau- und Entwicklungsgesellschaft Myrsjöhus gehört. Auf dem Militärgelände war früher die Batterie Torslanda mit einer Messstation und zwei 24-mm-Kanonen in Panzertürmen stationiert.